# Rahe (krater marsjański)
Rahe – krater na powierzchni Marsa o średnicy 34,44 km, położony na 25,31° szerokości północnej i 97,48° długości zachodniej (♂ 25,31°N 97,48°W/25,310000 -97,480000). Decyzją Międzynarodowej Unii Astronomicznej w 2000 roku został nazwany od amerykańskiego astronoma Jurgena Rahe (1940-1997), dyrektora programów NASA.
Krater ten powstał w wyniku ukośnego uderzenia meteorytu i dlatego ma wydłużony kształt. Jego długość wynosi 35 km a szerokość 18 km. Znajduje się w niewielkiej odległości na północ od Ceraunius Tholus, z którym łączy go wąwóz o szerokości 3,5 km i głębokości 300 metrów. Wąwóz ten powstała prawdopodobnie na skutek topnienia czapy lodowej wulkanu. Na jego końcu znajduje się interesujący wachlarz osadów, który zapewne powstał na skutek działalności topniejącej wody wypływającej z kaldery wulkanu lub spływającej kanałem tuby lawowej.